# Mahershala Ali
Mahershalalhashbaz "Mahershala" Ali Gilmore (16. veljače 1974.) je američki glumac i reper. Svoju je glumačku karijeru Ali započeo u televizijskim serijama Crossing Jordan i Threat Matrix prije nego što je svjetsku slavu postigao nastupom u znanstveno-fantastičnoj seriji The 4400. Prvu zapaženu ulogu na filmu ostvario je 2008. godine u filmu Neobična priča o Benjaminu Buttonu redatelja Davida Finchera, a od ostalih glumačkih nastupa svakako treba izdvojiti filmove Predatori, Grijesi očeva, Pobunjenik iz okruga Jones, Hidden Figures i Igre gladi. Ali je također poznat po ulozi Remyja Dantona u Netflixovoj televizijskoj seriji Kuća od karata te kao Cornell "Cottonmouth" Stokes u seriji Luke Cage.
Za ulogu Juana u hvaljenoj drami Moonlight iz 2016. godine Ali je pobrao hvalospjeve filmskih kritičara te osvojio prestižnu nagradu Oscar, nagradu Udruženja glumaca Amerike i nagradu kritičara sve u kategoriji najboljeg sporednog glumca. Za istu je ulogu dobio nominacije za nagrade Zlatni globus i BAFTA (također u kategoriji sporednog glumca). Dobivši Oscara Ali je postao prvi Musliman koji je osvojio tu nagradu u njezinoj povijesti.

## Rani život i obrazovanje
Ali je rođen 1974. godine u Oaklandu (država Kalifornija) kao sin Willicije i Phillipa Gilmorea. Odrastao je u Clevelandu (država Ohio), a u Oakland se vratio u dobi od 14 godina. Ime je dobio po Maher-shalal-hash-bazu, dječaku proroku iz Biblije. Odgojen kao Kršćanin od strane majke i svećenika, kasnije se preobratio na Islam te promijenio svoje prezime Gilmore u Ali i pridružio se muslimanskoj zajednici Ahmadija. Njegov otac nastupao je na Broadwayju. Pohađao je sveučilište St. Mary u Kaliforniji gdje je 1996. godine diplomirao.
Premda je Ali na sveučilište došao uz pomoć košarkaške stipendije, ubrzo je shvatio da ne želi svoj život usmjeriti sportskoj karijeri nakon što je uvidio kakav tretman dobivaju tamošnji sportaši. Razvio je zainteresiranost za glumu, pogotovo nakon što je nastupio u kazališnoj predstavi Spunk koja mu je kasnije omogućila ulazak u šekspirijansko kalifornijsko kazalište. Ubrzo potom započeo je pohađati sveučilište u New Yorku gdje je diplomirao 2000. godine.

## Karijera
Sve do 2010. godine Ali je u profesionalnim krugovima bio poznat pod imenom Mahershalalhashbaz Ali. Najpoznatiji je po portretima Remyja Dantona u Netflixovoj seriji Kuća od karata, Cornellu Stokesu u seriji Luke Cage, pukovniku Boggsu u filmovima Igre gladi te Tizzyja u filmu Neobična priča o Benjaminu Buttonu redatelja Davida Finchera. 
Za ulogu mentora i dilera droge Juana u drami Moonlight iz 2016. godine Ali je pobrao hvalospjeve filmske kritike i osvojio nagradu Oscar, nagradu Udruženja glumaca Amerike i nagradu kritičara za najboljeg sporednog glumca te dobio nominacije u istoj kategoriji za nagrade Zlatni globus i BAFTA. Osvojivši Oscara na 89. dodjeli te nagrade, Ali je postao prvim Muslimanom u povijesti kojem je to uspjelo u glumačkoj kategoriji.
Godine 2017. službeno je najavljeno da će Ali odigrati jednu od glavnih uloga u trećoj sezoni kritičarski hvaljene HBO-ove serije Pravi detektiv i to kao državni policajac Arkansasa Wayne Hays.

## Osobni život
Ali je Ahmadijac. Svome mačku dao je ime Nas, prema poznatom glazbeniku. Supruga mu je Amatus-Sami Karim s kojom ima jednu kćerku.

## Vanjske poveznice
- Mahershala Ali u internetskoj bazi filmova IMDb-u (engl.)